# Фален, Джеймс
Джеймс Фален (также встречается Фейлен; англ. James E. Falen) — доктор филологических наук, профессор-эмерит Университета Теннесси, специалист по русской литературе XIX—XX веков. Известен своим переводом на английский романа «Евгений Онегин» и других произведений А. С. Пушкина. Также известны его переводы и работы о русской литературе, посвящённые творчеству Исаака Бабеля, Анны Ахматовой, Бориса Пастернака. Член редколлегии журнала «Пушкинист» (США).
Дуглас Хофштадтер писал о фаленовском переводе «Евгения Онегина»: 
...перевод Джеймса Фалена был на голову выше работы Чарлза Джонстона во всех возможных аспектах — течение стиха было более мелодичным, он был яснее и проще, ритм был более регулярным, рифмы — более точными. В целом, перевод Фалена был просто более артистичным.
 Хофштадтер признавался, что именно перевод Фалена вдохновил его на создание собственного перевода пушкинского романа.

## Избранные труды
- Isaac Babel: Russian master of the short story (1974)
- Boris Godunov and other dramatic works (2007) (перевод пушкинских пьес)
- Selected Lyric Poetry (2009) (перевод пушкинских стихов)
- Intimations: Selected Poetry by Anna Akhmatova (2010) (перевод ахматовских стихов)
- My Sister Life and The Zhivago Poems (2012) (перевод лирики Пастернака).